# アケイディアナ

赤で強調されている部分がルイジアナ州の公式の地域、アケイディアナを表す。

アケイディアナ(Acadiana)は、ケイジャン・カントリー (Cajun Country) とも呼ばれる、アメリカ合衆国ルイジアナ州南部の、歴史ある22の郡の、ケイジャンの故郷に与えられた公式の名前である。ルイジアナ州のこの地域は、居住者の歴史と地域の文化が特筆に値する。

## 歴史
アケイディアナは、多数のケイジャン（現在のカナダの沿海州、特にノバスコシア州からのアカディア人の亡命者の末裔）の故郷であるフレンチ・ルイジアナ地域を指す。
1755年、フランスとイギリスの間の戦争が切迫し、英国当局はフランス系カナダ人のアカディア人たちに、カトリック信仰を放棄して英国王室に忠誠を誓うことを要求した。これは大多数のアカディア人にとって受け入れることができず、彼らは強制的にアカディアを去ることになった。初期のアカディア人移民は、ニューイングランド、西インド諸島へ移動し、あるいはフランスに戻る人もいた。結局多くのアカディア人は、彼らを歓迎している場所、ルイジアナを発見して、移動した。
1971年までにルイジアナ州議会は、そのユニークなケイジャンとアカディアの遺産があるエリアを公式に承認して、「アケイディアナ」をエリアの22郡の正式名称にした。アケイディアナという単語は、地域を共有するケイジャンと他の文化の象徴になった。

### 名前の由来
評判では、「アケイディアナ」(Acadiana)という単語には2つの由来がある。クロウリーの新聞、クロウリー・デイリー・シグナル (Crowley Daily Signal) がアカディア郡に関しての単語を造った1950年代半ばが、記録されている最初の出現である。しかし、テレビ局のKATC TV-3は、1960年代初めに独自に「アケイディアナ」という言葉を造り、新しく、より広い意味を持たせて、ルイジアナ南部中にそれを普及させた。
1962年に創立したKATCは、アカディアン・テレビ社 (Acadian Television Corporation) が所有していた。1963年初め、テレビ局は間違って宛名書きされた送り状を受け取った。誰かが「Acadian」の後に余計な「a」をタイプしたものだった。局は、アイデンティティを売り出すためにこの言葉を使用しはじめた。
版権も商標も登録されていなかったので、ルイジアナ州は公式にこの単語を採用した。今日、多くの営利団体、非営利団体が、名前に「アケイディアナ」を利用している。

## 人々

アケイディアナの公式の旗

ケイジャンは目に見える文化として広く普及しているが、アケイディアナの住民全てが文化的にアカディアというわけではなく、ケイジャン・フランス語を話さない者もいるし、全員がアカディアから逃れてきたケイジャンの子孫というわけでもない。ケイジャン以外にも、アケイディアナ全土は元々インディアン部族の故郷であり、ルイジアナクレオールの黒人も住んでいる。
また、ドイツ人の移住者はケイジャンよりも先行して、1721年にはアケイディアナに到着していた。より最近では、東南アジア（特にラオス、ベトナム、およびカンボジア）からの政治難民は、この地域に家族と文化と言語を持ち込んで、地域の水産業に貢献した。

## 地理
一般的に沼地が多いと思われているが、アケイディアナは、実際には、北部は低くて緩やかな丘陵、乾いたプレーリーがあり、海岸により近い南部は、アチャファラヤ川とミシシッピ川のベイスンの周りに点在する沼地とバイユーから成る。また、この地域はコメとサトウキビがよく実る。
ルイジアナ法で言及されたアケイディアナは、ニューオーリンズの西から、メキシコ湾岸に沿ったテキサス州との境界線までと、内陸からおよそ100マイルのマークスヴィルまで伸びる領域を指している。

### アケイディアナの22郡
- アカディア郡(Acadia)※
- アセンション郡(Ascension)
- アサンプション郡(Assumption)
- アボイルズ郡(Avoyelles)
- カルカシュー郡(Calcasieu)
- キャメロン郡(Cameron)
- エヴァンジェリン郡(Evangeline)※
- アイビーリア郡(Iberia)※
- アイバービル郡(Iberville)
- ジェファーソンデイビス郡(Jefferson Davis)
- ラファイエット郡(Lafayette)※
- ラフォーシュ郡(Lafourche)
- ポイントクーピー郡(Pointe Coupee)
- セントチャールズ郡(St. Charles)
- セントジェームズ郡(St. James)
- セントジョンザバプテスト郡(St. John The Baptist)
- セントランドリー郡(St. Landry)※
- セントマーティン郡(St. Martin)※
- セントメアリー郡(St. Mary)※
- テレボーン郡(Terrebonne)
- バーミリオン郡(Vermilion)※
- ウェストバトンルージュ郡(West Baton Rouge)

※印は、「ケイジャン・ハートランド」と呼ばれる、アカディア人が最も多い8郡。
セントチャールズ郡、セントジェームズ郡、セントジョンザバプテスト郡(時にはアセンション郡も含む)は、リヴァーパリッシュw:River Parishesと呼ばれる。現在のセントチャールズ郡とセントジョンザバプテスト郡は、かつてジャーマン・コーストとも呼ばれていた。

### 大きい都市
- ホウマ(Houma)
- ラファイエット(Lafayette)
- レイクチャールズ(Lake Charles)

以上の3都市は、ルイジアナ州の6大都市の3つでもある。

### その他の主要都市
- アビーヴィル(Abbeville)
- クロウリー(Crowley)
- ドナルドソンヴィル(Donaldsonville)
- ユーニス(Eunice)
- フランクリン(Franklin)
- モーガンシティ(Morgan City)
- ニューイベリア(New Iberia)
- オペルーサス(Opelousas)
- レイン(Rayne)
- セントマーティンヴィル(St. Martinville)

## 輸送
1900年代の初めにこの地域で石油が発見されるまでは、多くの湿地帯と湖沼によって、ケイジャンの人々はほとんど孤立に近い暮らしをしていた。観光、農業、石油等の産業の発展には、まず輸送手段の確立が不可欠であった。最近では、地域経済発展のためのハリケーン回避計画により、災害に強い道路計画の策定や建設が行われている。

### 陸路
高速道路網は、地域の代表的な交通インフラとなっている。米国ハイウェイ90、190、および167(現在、I-49に部分的に替わっている)は、1950年代まで、ルイジアナ州南部を通る主なコネクターであった。現在、州間高速道路10、210、55、および49が、輸送における主要な役割を果たしている。エリアを通る鉄道輸送は、難しい地勢のために限定され、すべての橋は、あらゆる小さい小川とバイユーを越えるために必要とされた。広範な鉄道網は、南北戦争時点で建設されていたが、多くが戦闘によって破壊された。 終戦までには、外輪船(w: paddlewheeler)経由の川の輸送が、旅行の都合のよい方法として引き継がれた。地域を通る主要な鉄道はサザン・パシフィック鉄道、現在のユニオン・パシフィック鉄道の一部である。

### 水路
水路は、地域の商業とレクリエーション活動に欠かせない。港湾、河川、湖、バイユー、運河と排水路(w:spillway)は地域に点在しており、1930年代初めより、海運と観光における重要な資源となっている。東部地域ではミシシッピ川が重要で、中部ではアチャファラヤ川、レイクチャールズを流れるカルカシュー川、そして西部ではサビーヌ川が運航を可能にしている。ルイジアナ州の沿岸内水路(w:Intracoastal Waterway)に沿ったところにある淡水湖と塩水湖からは、人々の移動と飲料用水を得られる。

### 空路
地域にはホウマ、ラファイエット、レイクチャールズに小さな空港がある。ニューオーリンズやヒューストンのような極端に大きい交通量ではないが、地域のレジャー旅行をするのに、小型飛行機とヘリコプターがよく使われる。小型飛行機は、小旅行と農業用に使用される。

## 天災
2005年8月29日のハリケーン・カトリーナでは、アケイディアナ東部地域も影響を受けた。2005年9月26日には、アケイディアナ西部地域とテキサス州東部が、ハリケーン・リタの影響をもっとも受けた。
2002年10月3日に、アケイディアナの中部地域はカテゴリー2のハリケーン・リリーの直撃を受けた。ラファイエットの大部分に損害を与え、ダウンタウンのいくつかの高層ビルでは窓が割れ、多くの家屋は屋根の損害を被った。